# Compsophis
Compsophis Mocquard, 1894 è un genere di serpenti della famiglia Lamprophiidae, endemico del Madagascar.

## Tassonomia
Il genere comprende le seguenti specie:
- Compsophis albiventris Mocquard, 1894
- Compsophis boulengeri (Peracca, 1892)
- Compsophis fatsibe (Mercurio & Andreone, 2005)
- Compsophis infralineatus (Günther, 1882)
- Compsophis laphystius (Cadle, 1996)
- Compsophis vinckei (Domergue, 1988)
- Compsophis zeny (Cadle, 1996)